# ليام إدواردز
ليام إدواردز (بالإنجليزية: Liam Edwards)‏ هو لاعب كرة قدم بريطاني، ولد في 2 أكتوبر 1996 في كرو (تشيشير) في المملكة المتحدة. لعب مع ستوك سيتي.